# Miloslav Šimek
Miloslav Šimek (ur. 7 marca 1940 w Pradze, zm. 16 lutego 2004 tamże) – czeski aktor, dramatopisarz, prezenter i prozaik.

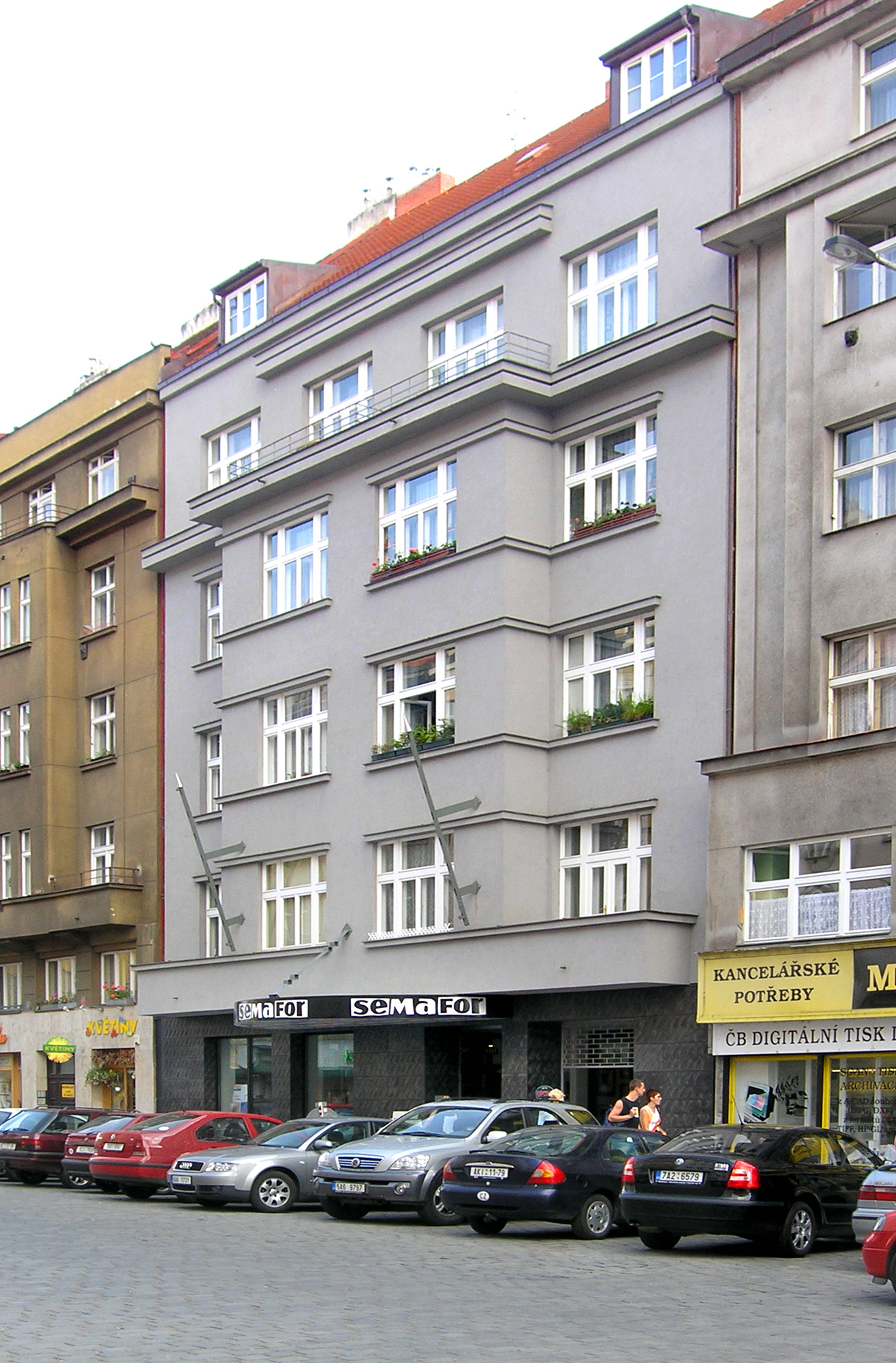
Współczesny teatr Semafor

## Życiorys
W 1963 r. ukończył praski Instytut Pedagogiczny i krótko pracował jako nauczyciel.
Pod koniec lat 60. był współzałożycielem Klubu Teatralnego Olympik, który miał bardzo wielki wpływ na rozwój czeskiej muzyki rockowej.
Od 1967 r. działał w teatrze Semafor, gdzie jako autor i aktor współpracował z Jiřím Grossmannem. Ta popularna i osobliwa dwójka wpłynęła na artystyczny wygląd teatru w latach 60. i 70. (programy Besídka zvláštní školy, 1967; Návštěvní den 1-3, 1967-71; Večer pro otrlé, 1968; Besídka v rašeliništi, 1969; Othello odpadá, 1970; Besídka divadelní, 1971).
5 grudnia 1971 r. zmarł Grossmann i Šimek nie był potrafił pracować samodzielnie. Dlatego podjął współpracę z Ludkiem Sobotą, Petrem Nárožným i Jiřím Krampolem. Z tym ostatnim założył w 1990 r. Divadlo Jiřího Grossmanna, gdzie twiorzył aktualną satyrę polityczną. Po rozejściu z Jiřím Krampolem znalazł partnerkę w osobie słowackiej dziennikarki Zuzany Bubílkowej (ur. 11 maja 1952 w Zlinie). Stworzył 1995-2001 program telewizyjny „S politiky netančím”, potem pod nazwą „Politické harašení aneb S politiky stále netančím”. Współpracował z Bubílkową do śmierci. Zmarł na białaczkę.

## Filmografia
- Případ mrtvého muže (1974)
- Jen ho nechte, ať se bojí (1977)
- Hop – a je tu lidoop (1978)
- Jen ho nechte, ať se bojí (1978)
- Buldoci a třešně (1981)
- Kam doskáče ranní ptáče (1987)